# كلارا تشيسمان
كلارا تشيسمان (بالإنجليزية: Clara Cheeseman)‏ (16 يوليو 1852 - 1943)؛ كاتِبة وروائية بريطانية-نيوزيلندية.